# المداري (رواية)
قالب:استخدم تواريخ اليوم/الشهر/السنة
أوربيتال هي رواية تمزج بين عدة أنواع صدرت في 2023 من تأليف الكاتبة الإنجليزية سامانثا هارفي، والتي تضم عناصر من الخيال العلمي، والرواية الأدبية، والدراما الفلسفية,، نُشرت بواسطة جوناثان كيب في المملكة المتحدة وغروف أتلانتيك في الولايات المتحدة. تتبع الرواية ستة رواد فضاء خياليين على مدى 24 ساعة في محطة الفضاء الدولية، مع إدراج فواصل تخيلية تشمل كائنًا فضائيًا، وآلة روبوتية، وإنسانًا من العصور القديمة.
تلقى الرواية استقبالًا جيدًا من النقاد. وفازت بجائزة بوكر 2024 وجائزة هاوثورن، وكانت ضمن القائمة القصيرة لجائزة أورويل للخيال السياسي وجائزة أورسولا ك. لي غوين للخيال الإبداعي.

## الخلفية
شاهدت هارفي بثًا مباشرًا مستمرًا للأرض من محطة الفضاء الدولية أثناء كتابة الرواية. بدأت العمل على الرواية في العقد 2010. ومع ذلك، توقفت عن الكتابة بعد حوالي 5000 كلمة، حيث كانت تعاني من مشاعر عدم الكفاءة بسبب معرفتها المحدودة بالموضوع المعقد للسفر إلى الفضاء. أخبرت هارفي بي بي سي أنها توقفت عن الكتابة لأنها كانت تفكر، "حسنًا، لم أذهب إلى الفضاء أبدًا. لا أستطيع الذهاب إلى الفضاء ... من أنا لأفعل هذا؟" ومع ذلك، استأنفت هارفي الكتابة وأنهت الرواية في عام 2020، خلال جائحة كوفيد-19 في المملكة المتحدة، عندما توقفت عن القلق بشأن "التعدي في الفضاء".
في مقابلة، صرحت هارفي أن هدفها كان كتابة الرواية كـ "ريف فضائي"، مع التركيز على الواقعية وجمال الفضاء بدلاً من الطبيعة التخيلية لـ الخيال العلمي.

## الحبكة
تدور الرواية على مدى 24 ساعة، وتتابع ستة رواد فضاء خياليين من اليابان والولايات المتحدة وبريطانيا وإيطاليا وروسيا، أربعة رجال وامرأتين، على متن محطة الفضاء الدولية بينما يدورون حول الأرض. بالإضافة إلى تفاصيل المهام الرسمية والواجبات لرواد الفضاء على متن المركبة، تتضمن الرواية أيضًا تأملاتهم حول الإنسانية ومواضيع مثل وجود أو طبيعة الله، معنى الحياة والتهديدات الوجودية مثل تغير المناخ. تتغير وجهة النظر في الرواية بشكلbriefly لتشمل سردًا لكائن فضائي، وآلة روبوتية، وإنسان من عصور ما قبل التاريخ يبحر في البحر. تغطي كل فصل من فصول الرواية مدارًا واحدًا حول الأرض يستغرق 90 دقيقة، مع 16 مدارًا خلال الـ 24 ساعة.
تعد هذه الرواية خطوة مهمة في الأدب المعاصر، حيث تعكس اهتمامًا متزايدًا بالقضايا الإنسانية والفلسفية، مما يتيح للقراء العرب فرصة للتفكير في مواضيع مشابهة ضمن سياقات ثقافية مختلفة.

## الاستقبال
كتب يوشوا فيريس في نيويورك تايمز أن موقع رواد الفضاء على ارتفاع عالٍ فوق الأرض، وعزلتهم النسبية عن بقية الإنسانية، أعطت تأملاتهم، و"مقطوعاتهم الناقلة، وتلك الرابصات الرائعة!" وضوحًا جديدًا، غير ملوث بالتحيزات، أو القبلية، أو الصراعات كما هو الحال على الأرض. وفي ذا غارديان، ذكرت ألكسندرا هاريس أيضًا أن التأملات والتفكير العميق لرواد الفضاء حول الإنسانية كانت قوة الرواية: "جمال الكتاب يظهر أقل في تضرعاته الصريحة من المدح، وأكثر في إيقاعاته وهياكله العميقة. وهنا يحدث بعض من أكثر الأفكار إقناعًا – حول المدهش والعادي، والبعد والحميمية." وفي لوس أنجلوس تايمز، قالت بيثان باتريك إنه من خلال تقديم الشخصيات الستة في مثل هذا القرب من بعضها البعض، تسعى الرواية إلى تعزيز الاعتماد المتبادل بين البشر. وخلصت باتريك إلى القول: "تنجح هارفي في إعادة القراء إلى الأرض، متعجبين من أنهم قطعوا مسافة طويلة في فترة زمنية قصيرة، بعد أن أنهوا مداراتهم الخاصة عبر عوالم خيالها الغني."
كتب جيمس وود في ذا نيويوركر أن الرواية تحتوي فقط على حبكة بدائية، ومع ذلك، لم تكن الحبكة هي الهدف من الرواية. وأوضح وود أن نثر هارفي يصور بوضوح تجربة التواجد في الفضاء، بما في ذلك الإثارة الناتجة عن المشي في الفضاء؛ ورؤية قارات كاملة تحت قدميك بينما تتسارع في الفضاء بسرعة 16,000 ميل في الساعة. وأوضح أن استخدام اللغة الإنجليزية لوصف الحياة في الفضاء سيكون صعبًا، لكن هارفي تمكنت من القيام بذلك. كما أشاد وود بهارفي لاستخدامها اتساع الفضاء، والأرض، وحياة رواد الفضاء لاستكشاف مفاهيم ميتافيزيقية

### جائزة بوكر
فازت الرواية بجائزة بوكر 2024 لأفضل رواية مكتوبة باللغة الإنجليزية ونُشرت في المملكة المتحدة أو أيرلندا. قال الفنان إدموند دي وال، رئيس لجنة التحكيم، إن كتابة هارفي حولت الأرض إلى "شيء للتأمل، شيء ذو صدى عميق". مع الفوز، أصبحت هارفي أول امرأة تفوز بجائزة بوكر منذ عام 2019، عندما تم تقاسم الجائزة بين مارغريت أتوود وبرنادين إيفاريستو. كانت الرواية الكتاب الأكثر مبيعًا من بين الأعمال المختارة قبل الفوز بالجائزة. كانت هارفي قد تم ترشيحها سابقًا لجائزة بوكر عندما تم إدراج روايتها الأولى البرية في القائمة الطويلة عام 2009. بطول 136 صفحة، كانت أوربيتال هي الرواية الثانية الأقصر التي تُمنح جائزة بوكر (مع كون الرواية الأقصر هي عمل بينيلوب فيتزجيرالد الذي فاز بجائزة 1979 Offshore). مع فوزها بجائزة 2024، أصبحت هذه الرواية هي أول رواية تدور أحداثها في الفضاء تفوز بهذه الجائزة المرموقة. سارة كولينز، التي كانت ضمن لجنة التحكيم للجائزة، ذكرت أن الكتاب نقلها من العديد من الأزمات على الأرض وأعاد تشكيل تلك الأزمات، والإنسانية، في إطار جديد. وذكرت كولينز أن لجنة التحكيم اختارت العمل بالإجماع للجائزة، بينما اختتمت قائلة: "هذا كتاب نحتاجه الآن، ولكنه قد يكون أيضًا كتابًا سنحتاجه إلى الأبد."

## الجوائز
| السنة | الجائزة                  | الفئة      | النتيجة          |               |
| ----- | ------------------------ | ---------- | ---------------- | ------------- |
| 2024  | جائزة بوكر               | —          | فوز              | [ 19 ] [ 17 ] |
| 2024  | جائزة هاوثورن            | —          | فوز              | [ 7 ] [ 8 ]   |
| 2024  | جائزة إن وورد الأدبية    | —          | فوز              | [ 20 ]        |
| 2024  | جائزة أورويل             | خيال سياسي | القائمة المختصرة | [ 21 ]        |
| 2024  | جائزة أورسولا ك. لي غوين | —          | القائمة المختصرة | [ 10 ]        |

## الترجمات
- Orbital: Une journée, seize aurores. ترجمة كلارو. باريس: فلاماريو. 27 مارس 2024. (ردمك 9782080436832).
- Umlaufbahnen. ترجمة جوليا وولف. ميونيخ: dtv. 14 نوفمبر 2024. (ردمك 9783423284233).

## الروابط الخارجية
- "ويل بولتر يقرأ من أوربيتال". جائزة بوكر. 12 أكتوبر 2024. مؤرشف من الأصل في 2024-12-06.

قالب:جائزة بوكر
قالب:تحكم سلطوي